# Museu do Abade de Baçal
O Museu do Abade de Baçal está instalado no antigo Paço Episcopal de Bragança, na atual freguesia de Sé, Santa Maria e Meixedo, na cidade e no Município de Bragança, no Distrito de Bragança, em Portugal.

## História
O projecto de criação do museu é estabelecido em sessão municipal de 4 de novembro de 1896. Em 1915 é criado o Museu Regional de Obras de Arte, Peças Arqueológicas e Numismática de Bragança, também chamado de Museu Municipal de Bragança. Em 1925 fica sob a direcção do Abade de Baçal (Padre Francisco Manuel Alves). A partir de 1935 (ano de sua jubilação), o museu é renomeado em sua honra, justa homenagem a este eminente erudito transmontano que em muito contribuiu para a consolidação e enriquecimento das colecções do Museu durante a sua direcção, sendo-lhe dedicada em 1950 uma vitrina expositiva com alguns de seus pertences.

## Antigo Paço Episcopal de Bragança
O Museu Abade de Baçal está sediado no antigo Paço Episcopal de Bragança que, com o advento da República, passa para a tutela do Estado, sendo objecto de sucessivas reutilizações e remodelações. Na década de 30 é alvo de uma intervenção de fundo levada a cabo pela DGEMN, e, em 1994, na sequência da aquisição do edifício contíguo de que apenas se manteve o alçado principal, o projecto dos Arqs. António Portugal e Manuel Maria Reis proporciona finalmente ao Museu a possibilidade de construir um programa museológico consequente e coeso. 
Desde 1986, o antigo Paço Episcopal de Bragança está classificado como Imóvel de Interesse Público.

## Acervo
O acervo original do museu era constituído por colecções de arqueologia, numismática e peças do recheio do Paço Episcopal.
O acervo do Museu integra actualmente grande parte do espólio proveniente do Paço Episcopal, do qual se destaca a própria capela. Ainda das colecções de arte sacra, podem distinguir-se um raro pluvial quinhentista, algumas esculturas barrocas de qualidade incontestável, o tríptico Martírio de Santo Inácio a Anunciação e ainda a Arca dos Santos Óleos.
A este conjunto inaugural juntam-se, em 1927, as colecções do Museu municipal de Bragança.
Ao fundo inicial acrescentaram-se as recolhas do Abade Baçal, nomeadamente peças de arqueologia, numismática, epigrafia e etnografia, e as aquisições de Raul Teixeira, que sucedeu àquele na direcção do Museu.
Entre estes testemunhos que pretendem ilustrar a história da região do Nordeste Transmontano destacam-se alguns das sociedades recolectoras e metalúrgicas que a habitaram – estelas com decoração variada, vasos e fragmentos cerâmicos, pontas de seta, alabardas, machados, fíbulas entre outros objectos dos períodos pré e proto-históricos.
A romanização da zona de influência do museu está representada por coleções variadas de estelas funerárias, aras, árulas, marcos miliários, instrumentos agrícolas, cerâmicas, objectos de adorno e numismática.
Os forais manuelinos, as varas de vereação e de justiça, as medidas-padrão quinhentistas para líquidos e sólidos são testemunhos materiais da afirmação da importância administrativa da região de Bragança.
A colecção de máscaras permite dar conta dum importante complexo ritual do ciclo festivo tradicional e especifico da região.
Uma parte substancial do acervo do Museu provém também de importantes Doações e Legados de particulares, alguns deles naturais do Distrito de Bragança, como é o caso do Legado Sá Vargas do qual são provenientes muitas das peças de ourivesaria civil dos séculos XVIII e XIX e um conjunto significativo de mobiliário do qual se destaca um contador seiscentista indo-português.
As obras de pintores como Silva Porto, José Malhoa, Aurélia de Sousa e Veloso Salgado, entre outros, bem como os desenhos de Almada Negreiros, devem a sua incorporação no Museu às diligências levadas a cabo por Raul Teixeira enquanto seu Director. 
Em 2001 foi adquirida uma importante colecção de máscaras transmontanas.